# Taules de Young

Exemple de Taula de Young estàndard

En matemàtiques, i concretament en combinatòria, les taules de Young, també anomenades diagrames de Ferrers, són uns objectes matemàtics omnipresents que tenen utilitat en àlgebra, geometria i teoria de la representació. Reben el seu nom en honor del seu descobridor, el clergue i matemàtic aficionat britànic Alfred Young.
Un diagrama de Young és una partició {\displaystyle \lambda }, tal qual {\displaystyle \lambda =(\lambda _{1}\geq \lambda _{2}\geq \lambda _{3}\geq ...\lambda _{k})} en la que a cada {\displaystyle \lambda _{n}} es fa correspondre una fila amb {\displaystyle \lambda _{n}} quadres. En el exemple, {\displaystyle \lambda =(4,3,1,1)}. A vegades, sobre tot a França, s'inverteix l'ordre de les files. S'anomena mida del diagrama al nombre de quadres, és a dir, al sumatori de tots els {\displaystyle \lambda _{n}}. En l'exemple, la mida seria {\displaystyle 9=4+3+1+1}. El nombre de diagrames possibles de cada mida creix de forma exponencial amb la mida.
Una taula de Young és el resultat d'aplicar a cadascun dels quadres del diagrama un nombre natural. Diem que una taula de Young és estàndard quan tots els nombres naturals son estrictament creixents en totes les files i columnes.